# Paliana phasioides
Paliana phasioides là một loài ruồi trong họ Tachinidae.